# Blyttia (plante)
Genre
Classification APG III (2009)
Blyttia est un genre de spermatophytes appartenant à la famille des Apocynaceae qui comprend quatre espèces. Il a été baptisé en l'honneur du botaniste norvégien Matthias Blytt (1789-1862).

## Description
Ce sont des arbustes des régions sèches mesurant 30 à 80 cm de hauteur. Ses branches courtes et ligneuses sont glabres ou peu pubescentes. Ses feuilles sont opposées ou fasciculées avec des sessiles ou des sous-sessiles. Ses limbes mesurent de 0,5 à 3,5 cm de long et de 0,1 à 1,5 cm de large, étroitement oblongs à elliptiques ou légèrement ovales, arrondis à la base, avec un apex obtus ou aigu.
Ses inflorescences extra-axilliaires sont solitaires, très courtes ou aussi longues que les feuilles adjacentes avec en moyenne d'une à cinq fleurs (toujours moins de douze) simples, peu pédonculées. Les pédoncules sont glabres ou pubescents quasi-obsolètes. Les fleurs dégagent un parfum suave. Son nombre de chromosomes est de 2n=22 (B. fruticulosum (Decne.) D.V.Field & J.R.I.Wood). Ses espèces produisent du latex.

## Distribution
On rencontre le genre Blyttia en Afrique orientale et dans la péninsule Arabique, son aire de distribution se trouvant en  Érythrée, en Éthiopie, au Kenya, en Somalie, en Tanzanie, en Arabie saoudite  et au Yémen. Il pousse dans les zones arides sur le sable, les roches et les sols de lave, jusqu'à une altitude de 1 600 mètres.

## Espèces
- Blyttia arabica Arn.
- Blyttia fruticulosum (Decne.) D.V.Field
- Blyttia lyellii Endl.
- Blyttia spiralis (Forssk.) D.V.Field & J.R.I.Wood